# Ковилоски, Славчо
Славчо Ковилоски (макед. Славчо Ковилоски; род. 1978, Скопье, тогда Югославия) — северомакедонский поэт, писатель, эссеист и литературный историк.

## Биография
Учился на философского факультета Университета Святых Кирилла и Мефодия в Скопье, позже получил степень доктора культурологии.
Работал редактором литературных журналов «Современост» и «Спектар».

## Книги
- Сонцето повторно ќе изгрее, 2000 (поэзия)
- Поезија во движење, 2005 (поззия)
- Опасен сум, 2007 (роман)
- Крале Марко или Синот на Волкашин (драма); На Ножот (драма), 2010
- Сонување, Макавеј, 2011 (роман)
- Синот на Кралот, 2011 (роман)
- Лоша тетка и други раскази, 2013, (рассказе)
- Барутна поезија, 2015 (поэззия)
- Крале Марко по вторпат, 2018 (поема)

## Награды
- «3 Ноября»
- «Гоце Делчев»
- «Григор Пырличев»